# Platycheirus edwardsi
Platycheirus edwardsi är en tvåvingeart som först beskrevs av Shannon och Aubertin 1933.  Platycheirus edwardsi ingår i släktet fotblomflugor, och familjen blomflugor. Inga underarter finns listade i Catalogue of Life.